# Senescal
Um senescal (em francês sénéchal; em italiano siniscalco) era um oficial nas casas de nobres importantes durante a Idade Média. No sistema administrativo francês medieval, o senescal era também um oficial real, encarregado da aplicação da justiça e do controle da administração nas províncias do sul, equivalente ao "bailio" do norte da França.

## Etimologia
Existem registos da palavra em inglês desde 1393, derivando, por via do francês arcaico "seneschal", do latim franco "siniscalcus", sendo que esse termo tem a sua raiz nas palavras proto-germânicas "sini" (principal, antigo ou velho) e "skalk" (servidor).

## O senescal nas casas nobres
A função mais básica de um senescal era a de supervisionar festas e cerimónias domésticas; neste particular, eram equivalentes aos mestres-sala, reitores e mordomos.
Por vezes, aos senescais foram atribuídas responsabilidades adicionais, incluindo a administração da justiça e altos comandos militares. O termo é provavelmente de origem gótica.
Durante o Sacro Império Romano este oficial tinha o título de "Truchsess" (do germânico erudito arcaico "truhtsâzo", que deriva de "truth" ("sentado frente a").
O estudioso britânico H.S. Bennett descreveu o papel dos senescais, dizendo que "o senescal deve conhecer a dimensão e necessidades de cada solar, quantos acres devem ser lavrados e que quantidade de sementes será necessária. Deverá conhecer todos os seus bailios e xerifes, de que modo eles conduzem os negócios do seu Senhor e de que modo tratam os camponeses. Deve saber exatamente quantos pães de um "penny" (moeda inglesa) podem ser feitos de uma quarta de milho, quantas cabeças de gado suporta cada pasto. Deve estar constantemente alerta, não vá alguma propriedade do seu Senhor ruir ou ser usurpada por outros. Deve pensar nas necessidades do seu Senhor, tanto em dinheiro como em géneros, e providenciar para sejam constantemente supridas. Em suma, deve ser omnisciente e todo-poderoso".

## O senescal administrativo em França
Durante o Antigo Regime no Sul da França, o "sénéchal" ocupava a "sénéchaussée", e era o representante do Rei encarregado da aplicação da justiça e controle da administração. No Norte da França, os termos aplicados eram respectivamente "bailli" e "bailliage". De acordo com o historiador Henry Hallam, o primeiro "sénéchal" a assumir funções judiciais fê-lo através de um édito de Filipe II de França, em 1190, e “agiu como os tenentes do rei nos seus domínios”, ou como um tipo de embaixador/ministro itinerante da Coroa.

## Curiosidades
No livro O Código Da Vinci os sénéchals são citados como guardiões do Santo Graal.